# Suzanne Simone
Suzanne Simone est une préhistorienne et lexicographe monégasque. Elle fut conservatrice du Musée d'anthropologie préhistorique de Monaco de 1975 à 2003.

## Fouilles
À partir de 1966 et pendant près de 20 ans, Suzanne Simone et Louis Barral effectuent des fouilles dans les grottes des Balzi Rossi, à Vintimille, en Italie, et mettent en évidence une occupation humaine remontant à 200 000 ans.
De 1971 à 1991, avec Louis Barral, Suzanne Simone entreprend des fouilles à la grotte d'Aldène, dans l'Hérault. Son étude a porté sur 9 témoins stratigraphiques et a permis de déceler des occupations remontant à 480 000 ans.
En 1971, avec Giuseppe Vicino, elle découvre un cheval gravé datant du Gravettien dans la grotte du Cavillon (Caviglione), à Vintimille, en Italie,.
De 1982 à 1987, elle mène des fouilles avec Louis Barral dans la grotte de l'Observatoire, à Monaco.

## Musée de Monaco
Suzanne Simone est nommée conservatrice du Musée d'anthropologie préhistorique de Monaco en 1975, poste qu'elle occupe jusqu'en 2003.
En 2007, elle est nommée membre du Comité scientifique international du Musée d'anthropologie préhistorique de Monaco pour 3 ans. En 2016, elle est reconduite pour 3 ans.

## Lexicographie
En 1983, Suzanne Simone coécrit avec Louis Barral le dictionnaire français-monégasque, qui complète le dictionnaire franco-monégasque de Louis Frolla de 1963.

## Autres fonctions
- Ancien membre de l'Institut de paléontologie humaine de Monaco (enseignante et spécialiste de l'analyse statistique des industries préhistoriques)

## Publications
- Suzanne Simone, Les formations de la mer du Mindel-Riss et les brèches à ossements rissiennes de la grotte du Prince, Monaco, 1969
- Louis Barral et Suzanne Simone, Préhistoire de la Côte d'Azur, Imprimerie Nationale de Monaco, 1968
- Louis Barral et Suzanne Simone, Préhistoire de la Côte d'Azur orientale et Musée d'anthropologie préhistorique de Monaco, Imprimerie Nationale de Monaco, 1968
- Louis Barral, Monaco, Monte Carlo, Choses et gens, illustrations de Suzanne Simone, préface du Prince Rainier III de Monaco, édité à compte d'auteur, 1974
- Suzanne Simone, Choppers et bifaces de l'Acheuléen méditerranéen : essentiellement d'après les matériaux de Terra Amata (Alpes-Maritimes, France) et de Venosa (Basilicate, Italie), éd. Musée d'Anthropologie Préhistorique de Monaco, 1980